# Balogh Árpád (operaénekes)
Balogh Árpád (Torda, 1852. – Budapest, 1934. július 31.) operaénekes (tenor).

## Életpályája
Szülei Balogh János és Péter Julianna. 1871-ben Kőszeghy Endrénél lett színész. 1873-ban Miklósy György és Sztupa Andor társulatában játszott. 1874-ben Némethyné Eötvös Borcsa társulatában szerepelt. 1875–1886 között Gerőfy Andor társulatában volt. 1884-ben Feleky Miklós mellett volt látható. 1886–1888 között Somogyi Károlynál működött. 1888-ban Aradi Gerőnél színészkedett. 1889–1891 között Tiszay Dezső társulatában volt látható. 1891-ben a Népszínház tagja volt. 1892-ben Polgár Károlynál szerepelt. 1894-ben Deák Péter társulatában volt. 1895-ben Leszkay András mellett volt látható. 1896–1898 között Kunhegyi Miklósnál működött. 1898-ban Bokody Antalnál színészkedett. 1899–1902 között Relle Iván társulatában volt. 1902–1914 között Kolozsváron lépett fel. Népszerű operetténekes volt.
Felesége Sandner Anna volt.

## Szerepei
- Suppé: A pajkos diákok – Antal
- Planquette: Corneville-i harangok – Grenicheux
- Offenbach: A kékszakállú herceg – A kékszakállú herceg
- Szigligeti Ede: A cigány – Gyuri

## Működési adatai
1873: Miklósy György, Sztupa Andor; 1874: Némethyné Eötvös Borcsa; 1875–86: Gerőfy Andor; 1884: Feleky Miklós; 1886–88: Somogyi Károly; 1888: Aradi Gerő; 1889–91: Tiszay Dezső; 1891: Népszínház; 1892: Polgár Károly; 1894: Deák Péter; 1895: Leszkay András; 1896–98: Kunhegyi Miklós; 1898: Bokody Antal; 1899–1902: Relle Iván; 1902–14: Kolozsvár.